# Aspilatopsis punctata
Aspilatopsis punctata är en fjärilsart som beskrevs av W. Warren 1897. Aspilatopsis punctata ingår i släktet Aspilatopsis och familjen mätare. Inga underarter finns listade i Catalogue of Life.